# Abdecken (Bauwesen)
Abdecken bedeutet im Bauwesen und im Handwerk etwas zudecken, durch geeignete Maßnahmen vor Witterungseinflüssen schützen oder aus ästhetischen Gründen technische Einrichtungen mit einer Verkleidung verbergen. 
Temporäre Abdeckungen wie etwa Vliese, Folien oder Pappen schützen Fußböden und Trittflächen von Treppen bei Arbeiten im Innenbereich vor Verunreinigungen und Beschädigungen. Die Abdeckungen dürfen nicht verrutschen, keine Stolperfallen bilden und müssen ausreichend rutschhemmend sein. Daher werden Prüfungen durchgeführt, z. B. zur Vollständigkeit der Gebrauchsanleitung, chemischen Unbedenklichkeit, Gleitreibung, Haft- und Reißfestigkeit. Die Prüfungen können als Baumusterprüfung zur Zuerkennung des DGUV Test-Zeichens stattfinden.

## Hilfsmittel
Zum Abdecken werden Materialien verwendet, um Baustoffe und Bauteile vor schädlichen Einflüssen wie Nässe, Kälte, Wärme, Licht oder vor mechanischer Belastung zu schützen. Das Material muss passend zur jeweiligen Anforderung verwendet werden. Verwendung finden Abdeckfolien, Abdeckplanen, Abdeckprofile und Abdeckbleche.
Um Öffnungen, z. B. Schächte oder Fußbodenöffnungen abzusichern, werden auch Abdeckbretter, Abdeckbohlen und Abdeckroste verwendet. Für bestimmte Abdeckaufgaben gibt es Abdecksysteme, die in einer Kombination von Bauteilen und Baustoffen mehrere unterschiedliche Einflüsse und Belastungen bewältigen.
Aus ästhetischen Gründen werden die Austrittsstellen von Rohren aus der Wand abgedeckt (Schubrosette).
Zur Abdeckung von Befestigungslöchern in Blechabdeckungen von bewitterten Bauteilen verwendet man Hauerbuckel.